# Caleb Fairly
Caleb Fairly (Amarillo, 19 febbraio 1987) è un ex ciclista su strada statunitense, professionista dall'agosto 2010 al maggio 2016. In carriera non colse alcuna vittoria e come miglior piazzamento ottenne il terzo posto al Giro di Toscana 2010.

## Palmarès
- 2010 (dilettanti)

Tour of the Battenkill
3ª tappa Tour of the Bahamas
Classifica generale Tour of the Bahamas

## Piazzamenti

### Grandi Giri
- Giro d'Italia

2015: 134º
- Vuelta a España

2013: 112º

### Classiche monumento
- Liegi-Bastogne-Liegi

2011: ritirato
2015: ritirato
2016: 153º
- Giro di Lombardia

2011: ritirato
2013: ritirato